# Lipniki (województwo lubelskie)
Lipniki – kolonia w Polsce położona w województwie lubelskim, w powiecie chełmskim, w gminie Dubienka.
W latach 1975–1998 miejscowość administracyjnie należała do województwa chełmskiego. Według Narodowego Spisu Powszechnego (III 2011 r.) liczyła 5 mieszkańców i była najmniejszą miejscowością gminy Dubienka.
Wierni Kościoła rzymskokatolickiego należą do parafii Trójcy Przenajświętszej w Dubience.